# Himério (almirante)

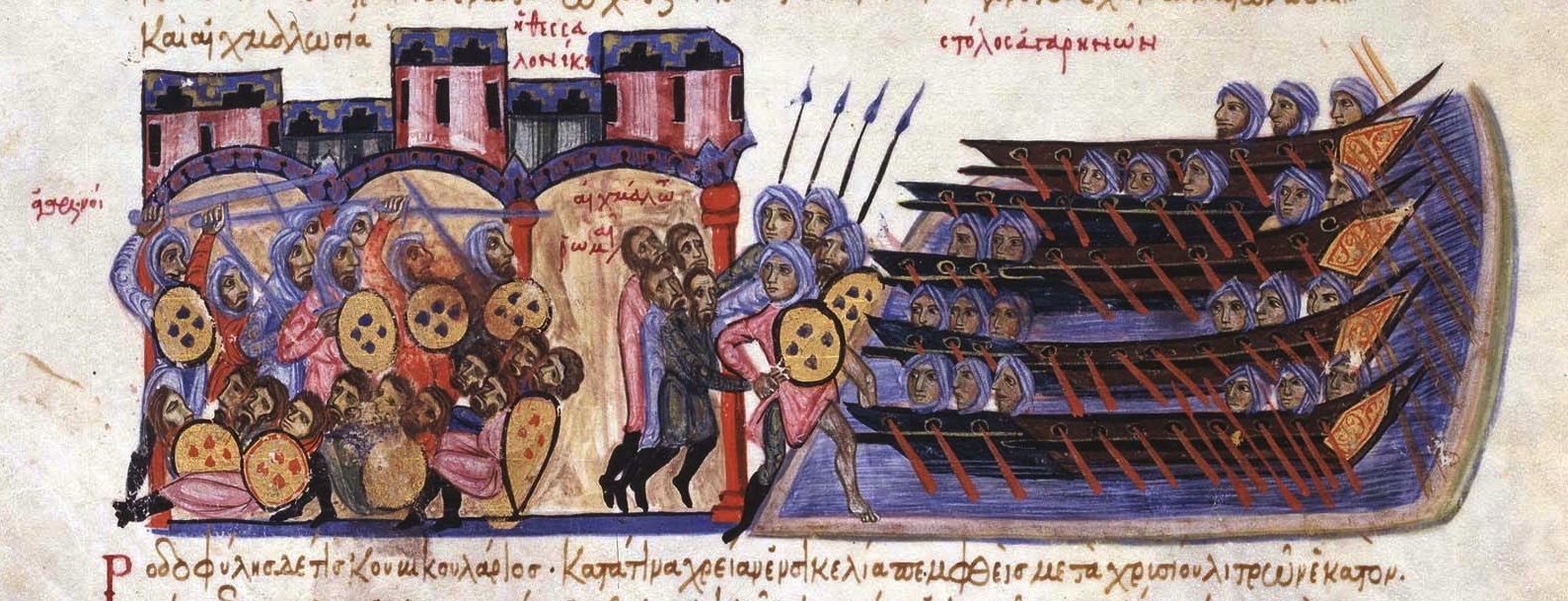
Saque de Salonica segundo iluminura no Escilitzes de Madri

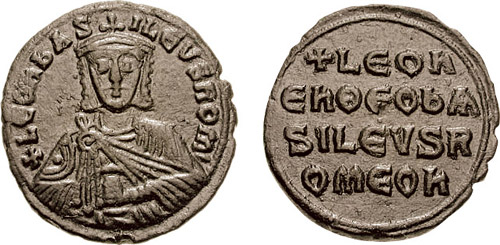
Fólis de r.

Himério (em latim: Himerius; em grego: Ὶμέριος; romaniz.: Himérios) foi um alto funcionário da administração imperial bizantina que se notabilizou por ter sido o drungário da frota (comandante da marinha) durante o ressurgimento dos conflitos navais com as armadas muçulmanas no período entre 900 e 912 e esteve ativo no reinado do imperador Leão VI, o Sábio (r. 886–912).

## Biografia
Nada se sabe dos seus primeiros anos. Himério era tio de Zoé Carbonopsina, a amante e posteriormente esposa do imperador Leão VI, o Sábio (r. 886–912) e a sua carreira muito deveu a esta relação. Começando por ser protoasecreta (chefe da chancelaria), foi depois nomeado comandante da marinha em 904, quando uma armada muçulmana sob o comando de Leão de Trípoli se dirigia para Constantinopla e já tinha derrotado o drungário Eustácio Argiro. Este foi substituído por Himério à frente da frota imperial, mas o novo comandante não teve que combater pois os árabes retiraram-se por iniciativa própria. As duas armadas encontraram-se ao largo da ilha de Tasos, tendo os bizantinos optado por não dar batalha. Em resultado disso, os árabes lograram saquear Salonica, a segunda maior cidade bizantina, e navegaram de volta para casa sem oposição.
No dia de São Tomé (6 de outubro) de 906, Himério alcançou a sua primeira vitória sobre os árabes.. Foi provavelmente depois disso que lhe foi concedido o alto cargo de estado de logóteta do dromo (ministro dos negócios estrangeiros). Em 909 registou uma nova vitória e no ano seguinte comandou uma expedição na costa da Síria, durante a qual Laodiceia foi saqueada, a sua região costeira devastada e foram feitos inúmeros prisioneiros, tudo com baixas mínimas para os bizantinos. Na mesma expedição, Himério também desembarcou no Chipre, que durante séculos tinha sido uma zona desmilitarizada sob o domínio do Califado. A reconquista da ilha foi temporária, pois em 911 ou 912, Damião de Tarso assaltou a ilha e Chipre voltou ao status quo anterior.
No outono de 911, Himério fez uma nova tentativa para reconquistar Creta, comandando uma frota de 177 drómons com 43 000 homens e cercou Chandax, a capital da ilha. O cerco durava há seis meses quando chegaram notícias de Constantinopla sobre o estado do imperador, que se encontrava doente e a à beira da morte. Himério abandonou então o cerco infrutífero e navegou para a capital imperial. Durante a viagem de volta, em abril de 912, quando a frota rodeava a ilha de Quios, caiu numa emboscada dos sarracenos comandados por Leão de Trípoli e Damião de Tiro. Os bizantinos fora aniquilados e Himério só escapou por pouco. Na sequência desta derrota e da morte do imperador Leão, Himério foi demitido pelo novo imperador Alexandre e exilado no mosteiro de Camba, onde morreu seis anos depois.